# بییان د تردسییاس
بییان د تردسییاس (به اسپانیایی: Villán de Tordesillas) یک شهرستان در اسپانیا است که در استان وایادولید واقع شده‌است.